# Villafranca Padovana
Villafranca Padovana es un municipio italiano situado en la provincia de Padua, en Véneto. Tiene una población estimada, a fines de julio de 2023, de 10 540 habitantes.

## Evolución demográfica
| Gráfica de evolución demográfica de Villafranca Padovana entre 1861 y 2023 |
|                                                                            |
| Fuente: ISTAT - Elaboración gráfica de Wikipedia                           |